# Héroe

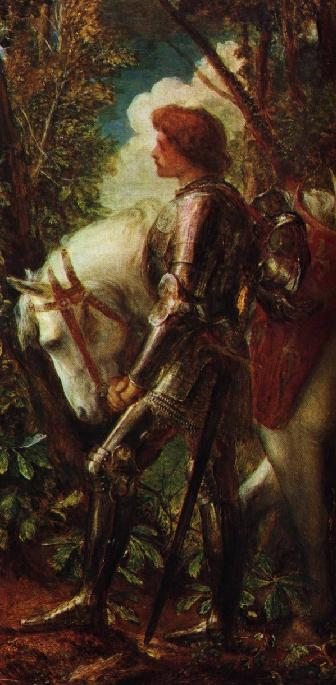
Galahad, un héroe de la leyenda artúrica, detalle de una pintura por George Frederic Watts.

En la mitología y el folclore, un héroe o una heroína es un personaje eminente que encarna la quintaesencia de los rasgos claves valorados en su cultura de origen. Comúnmente el héroe posee habilidades y rasgos de personalidad idealizados que le permiten llevar a cabo hazañas extraordinarias y beneficiosas para salvar a las personas del peligro, por las que es reconocido (compárese con el villano).
En la narración mitológica se conforma por un inicio casi siempre extraordinario, mediado de diversos conflictos que se resuelven, y un evento final en donde el héroe se confronta con su contrario (ya sea un individuo o conjunto de individuos) y finalmente muere (ya pierda o gane) de manera gloriosa para servir de ejemplo al género humano.

## Etimología y definición
La palabra «héroe» proviene del latín heros, -ōis, y este del griego antiguo ἥρως hḗrōs (el femenino «heroína», del griego ἡρωΐνη hērōḯnē); y podía ser aplicada tanto a hombres como a mujeres ilustres. El concepto apareció por primera vez en la Grecia clásica y fue aplicado en la cultura por Píndaro, quien distingue entre dioses, héroes y hombres. A su vez, Platón distingue entre dioses, démones, héroes y hombres. En la época arcaica Hesíodo define al héroe como «semidiós» o «dios local» mientras que Aristóteles declara que los héroes eran, tanto física como moralmente, superiores a los hombres. Pero el significado moderno de héroe o semidiós aparece con latinos como Cicerón y el célebre Virgilio.
La definición que Károly Kerényi da del héroe es:

Recibe un culto (de hecho, buena parte del culto se consagra a los héroes [griegos]); pero no es, en modo alguno una divinidad. Tampoco es un ser humano, o por decir mejor, ya no es un ser humano. Ha sido un hombre, o una mujer, tras haber vivido, ha sufrido una muerte heroizadora. La muerte le ha conferido un estatus como figura religiosa, activa tanto en el culto como en el mito. Por esto los hombres actuales pueden solicitar su ayuda, o intentar conjurar su cólera; se dirigen a él, le invocan y, en último lugar, aunque no menos importante, cantan sus altas proezas, los designios de Dios, han sido constituidos como mediadores entre la divinidad y los otros mortales, aquellos que todavía no han alcanzado la bienaventuranza eterna.

Northrop Frye divide a la ficción dependiendo la acción del héroe:
- Si es superior a los hombres y a la naturaleza misma entonces estamos hablando del ámbito de la mitología.

- Si es superior a los hombres pero no a la naturaleza hablamos entonces de la épica y la tragedia, semejante a la idea de héroe que tenía en mente Aristóteles.
- Si no es superior ni a los hombres ni a la naturaleza entonces hablamos de la comedia y de la ficción realista (aquella que habla sobre personajes históricos).

## Descripción del héroe
Según el crítico de la Generación del 27 Pedro Salinas, el héroe literario fue, sucesivamente:
1. El inmortal, o héroe del mito.
2. El guerrero, o héroe de la epopeya o cantar de gesta medieval.
3. El ser excelso, o héroe idealizado de las novelas sentimentales del renacimiento y el romanticismo.
4. Un hombre corriente, o héroe de clase media o burguesa de la novela realista y naturalista del siglo XIX.

El tránsito del tercer estadio al último se verifica, según él, con el antihéroe de la novela picaresca española, en los siglos XVI y XVII.

### Héroe en el sentido amplio
En ocasiones se considera «héroe» a la persona que salva a otras personas de un grave peligro, produciendo con ello un hecho noticiable o mediático. Igualmente se hablaba en el mundo socialista (Alemania, URSS) de «héroes del trabajo», aplicándose el término extensivamente a quienes mostraban muy especial dedicación o productividad en el trabajo. Modernamente se tiende a confundir, en ocasiones por motivos propagandísticos, políticos o sentimentales, a los «héroes» con las «víctimas» (los «héroes del 11/S», los héroes supervivientes de los campos de concentración, etc), o simplemente con las personas famosas o célebres. Con carácter general, el acervo popular tiende a asociar la figura del «héroe» con la de alguien ejemplar y que sirve de referente en la medida en que abandera la justicia y persigue la consecución de un mundo mejor.

### Héroe literario
En la literatura, o el cine, el héroe es simplemente el personaje central de una obra, cuyas acciones o hazañas se relatan. En la literatura y especialmente en las novelas y en las tragedias, el héroe puede también tener graves defectos que le llevan a la perdición, como en el caso de Hamlet. En la ópera y el teatro musical, el héroe y la heroína suelen ser interpretados por un tenor y una soprano, personajes más vulnerables son interpretados por voces líricas, mientras que los más fuertes lo son por voces graves o dramáticas. Un subtipo moderno del héroe literario es el llamado «superhéroe», personaje de cómic, novela o cine dotado de «superpoderes», y habitualmente dedicado a salvar a la humanidad de delincuentes y varios peligros.

### Héroe mitológico
Los héroes mitológicos de las culturas griega, romana, germánica u otras. Los héroes más célebres se acercan al estatus de dioses en algunas culturas. La palabra héroe procede del griego antiguo (ἥρως hērōs), y describe al héroe cultural que aparece en la mitología. Los héroes griegos eran personajes mitológicos, fundadores epónimos de ciudades y territorios griegos. Estos héroes no siempre eran modelos de conducta o poseían virtudes heroicas; muchos eran semidioses, hijos de mortales y dioses. La época de estos héroes en la que se sitúan las historias de la mitología griega se conoce como la «edad heroica», que termina poco después de la Guerra de Troya, cuando los legendarios combatientes volvieron a sus hogares o marcharon al exilio.
El héroe clásico tiene lo que Lord Raglan (un descendiente de FitzRoy Somerset) denominó una «biografía cultivada» compuesta de unas dos docenas de tradiciones comunes que ignoraban la línea que separa el hecho histórico del mito. Por ejemplo, las circunstancias de su mismo nacimiento son inusuales: un hombre poderoso intenta matarlo al nacer, es raptado y criado por padres adoptivos en un país lejano. Rutinariamente el héroe encuentra una muerte misteriosa, a menudo en la cima de una colina, su cuerpo no es enterrado, no deja sucesores y tiene uno o más sepulcros sagrados.

## Características del héroe

### Rasgos distintivos generales del héroe
1. Una inteligencia superior que les posibilita solucionar acertijos y problemas (p. ej., Edipo frente al enigma propuesto por la esfinge).
2. Cometer un phónos akoúsios, es decir, una muerte accidental, por lo que deben sufrir un castigo que determina el exilio (p. ej., Heracles).
3. Debe ser valiente, honesto, debe pensar en los demás, tener valores, ser seguro de sí mismo, y persigue sus objetivos sin importar los obstáculos.
4. La mayor parte de las veces han experimentado el exilio, lo que implica una suerte de conocimiento o iniciación por la que, al regresar, se muestran como seres algo diferentes (pensemos el caso de Moisés, Jesús, Eneas o el Cid).
5. Poseen una morfología fuera de lo ordinario; en la mayor parte de los casos manifiestan marcas visibles –Lábdaco es cojo, Odiseo tiene una cicatriz; algunos son gigantes; otros enanos; otros, como Heracles, poseen una fuerza desmedida; esa morfología singular los lleva a realizar acciones también singulares.
6. Por razones diversas siempre existe algún ser (divino o mortal) que pretende deshacerse del héroe, por lo que lo somete a combates extraordinarios de los que se espera que no regrese; mas siempre sucede lo contrario, y el héroe retorna victorioso. (p. ej., los trabajos de Perseo)
7. Sortear diversas pruebas y otros tipos de competencias, de las que el héroe siempre sale airoso. (p. ej., cualquiera los héroes del deporte)
8. Fundación de ciudades, la mayor parte de las veces por predicción de algún oráculo.
9. El portar determinadas armas que los caracterizan (en el caso de Heracles una maza arrancada por el héroe en la floresta o bien un arco heredado y que, tras su muerte, lega a Filoctetes)
10. El haber tenido una gestación y un nacimiento singulares (así, en el caso de Heracles, Zeus para gozar de Alcmena, triplica la duración de una noche y luego Hera demora la gestación de Alcida).
11. El haber sorprendido ya en su niñez con hazañas inimaginables (Heracles por ejemplo estrangula dos serpientes siendo un niño).
12. Poseer un fin generalmente violento dado que mueren despedazados (Orfeo), quemados (Heracles), en combates singulares (Layo), fulminados por un rayo, metamorfoseados, lo cual, en la mayor parte de los casos se da seguido de una apoteosis o transfiguración (Heracles, Orfeo, Edipo).
13. Tener un final sobrenatural; tal el caso de Edipo, según refiere Sófocles al final de Edipo en Colono, que próximo a morir –según relata el mensajero-, es invitado por una voz omnipotente a elevarse y sumarse al conjunto de dioses quienes en ese trance lo reconocen como a uno de los suyos.
14. Tener un destino desventurado con sus hijos (Yocasta y Layo con Edipo, Heracles con los que había tenido con Megara).[10]

### Rasgos éticos, morales e intelectuales
- Naturaleza mixta: Por lo general, los héroes tienen una naturaleza mixta, es decir, son mitad humanos y mitad dioses.[11]
- Conflicto con el mundo exterior: El héroe se pone, a pesar de su superioridad, al mismo nivel de la gente común a la que aquejan problemas semejantes. Esto es lo que hace que el héroe nos sea simpático y nos identifiquemos con él.[12]
- Coraje: El coraje para enfrentar la vida es una de las características más obvias para un héroe, porque no podría llamarse héroe si todo le diera miedo o no emprendiera ninguna aventura. El héroe siempre tiene el coraje suficiente para enfrentar los problemas de la vida y de su propio destino.[13]
- No tiene miedo a la muerte: El héroe no tiene miedo a la muerte. En sus combates y empresas que lo llevan al borde de la existencia ellos muestran valor y coraje.[14]
- Ideología utópica: El héroe se rige por valores universales los cuales hacen referencia al ciclo de la vida: del inicio, al final y a la renovación de la vida. Si no tiene miedo a la muerte, es porque no se fija en la muerte del individuo, sino en la pervivencia del espíritu humano.[15]

### Rasgos de acción del héroe
- Separación del mundo: Los héroes constantemente sufren un cambio de lugar por causas ajenas a su voluntad, es decir, han sido movidos de su lugar original.[16] Esto hace que el héroe busque en su viaje la manera de llegar a casa a toda costa, donde su familia, amigos u otros lo esperan.[17] El que un héroe sea movido de su lugar de origen implica un viaje para volver o para encontrar un nuevo hogar. Dicho viaje puede o no ser físico, porque lo que en realidad importa es el viaje interior de autoconocimiento, pues conociendo la naturaleza del hombre y su conexión con el mundo es como se vislumbra la renovación de la vida, la trascendencia del espíritu humano y que a la vez hace que lo mortal y lo inmortal sea uno mismo como realmente lo es.[18]
- Búsqueda de aventura: La búsqueda constante de aventura o sed de sangre hace que el combate inicial sea una especie de iniciación para el héroe. Estos combates se dan por el empeño en superar su parte mortal, llevar lo mortal al límite y sobrepasarlo, por lo que emprende diversas empresas. Dichas empresas se sumergen en un tiempo distinto al nuestro, más bien están en los tiempos del origen del hombre y del mundo, y son paradigma del comportamiento humano.[14] Sin embargo, también ocurre que su iniciación en la aventura sea de manera involuntaria, ya sea por un accidente, por fuerza del azar o por la intervención de un segundo.[19]
- Respuesta al llamado: La respuesta al llamado, ya sea voluntario o involuntario (fruto de la curiosidad), por causa del azar, del destino o de alguien más, es imprescindible para el héroe para demostrar su valentía, su coraje; aunque también demuestra cómo se somete ante el destino.[20] Es decir, el responder al llamado es aceptar la imposibilidad de actuar frente al destino.
- Muerte inconsciente: A los héroes, por lo general, la muerte les llega de manera involuntaria, pues su error, imperfección o comportamiento indigno lo comenten en actos de enajenación durante la batalla, lucha o circunstancias donde no les es posible pensar de manera consciente.[21] El héroe no tiene miedo a la muerte, se sabe superior a ella.[22] Es sobre todo una muerte joven y prematura la que los diviniza, pues por sus cuerpos no pasan los efectos del tiempo: no se deterioran, no muestran vejez o enfermedad.[23] Y según Campbell, la muerte del héroe no es tomada de manera negativa, sino como un acto para la renovación del mundo.[24]
- Batalla con su contrario: El antagonista puede ser el causante de la separación del héroe con su hogar. Entonces el héroe se sentirá atraído en busca de la causa de su viaje o por venganza, como medio para lograr el equilibrio. Y aunque pierda el héroe, eso no significa que sus valores y su ideología no hayan trascendido; al contrario: sus actos, pensamientos y valores pasan a la humanidad.[25]
- Regreso para mejorar el mundo: Si después de la batalla el héroe regresa a su hogar, duda de los valores preestablecidos, del orden social, y puede, ya sea directa o indirectamente, cambiar y romper dichas reglas para mejorar la sociedad.[26]